# Сентрейлія (Іллінойс)
Сентрейлія (англ. Centralia) — місто (англ. city) в США, в округах Клінтон, Джефферсон і Меріон штату Іллінойс. Населення — 12 182 особи (2020).

## Географія
Сентрейлія розташована за координатами 38°31′19″ пн. ш. 89°7′25″ зх. д. / 38.52194° пн. ш. 89.12361° зх. д. (38.522073, -89.123541). За даними Бюро перепису населення США в 2010 році місто мало площу 23,89 км², з яких 21,22 км² — суходіл та 2,67 км² — водойми.

## Демографія
Згідно з переписом 2010 року, у місті мешкали 13 032 особи в 5505 домогосподарствах у складі 3212 родин. Густота населення становила 545 осіб/км². Було 6378 помешкань (267/км²).
Расовий склад населення:
| - 85,4 % — білих - 10,2 % — чорних або афроамериканців - 0,7 % — азіатів - 0,4 % — корінних американців |

До двох чи більше рас належало 2,6 %. Частка іспаномовних становила 2,2 % від усіх жителів.
За віковим діапазоном населення розподілялося таким чином: 22,4 % — особи молодші 18 років, 58,5 % — особи у віці 18—64 років, 19,1 % — особи у віці 65 років та старші. Медіана віку мешканця становила 42,0 року. На 100 осіб жіночої статі у місті припадало 89,0 чоловіків; на 100 жінок у віці від 18 років та старших — 85,3 чоловіків також старших 18 років.
Середній дохід на одне домашнє господарство становив 46 298 доларів США (медіана — 34 455), а середній дохід на одну сім'ю — 54 510 доларів (медіана — 47 269). Медіана доходів становила 40 620 доларів для чоловіків та 28 774 долари для жінок. За межею бідності перебувало 26,0 % осіб, у тому числі 44,3 % дітей у віці до 18 років та 6,5 % осіб у віці 65 років та старших.
Цивільне працевлаштоване населення становило 5193 особи. Основні галузі зайнятості: освіта, охорона здоров'я та соціальна допомога — 34,3 %, виробництво — 15,5 %, роздрібна торгівля — 10,2 %, мистецтво, розваги та відпочинок — 9,0 %.

## Відомі мешканці та уродженці
- Роланд Берріс (1937) — юрист і політик-демократ. Він був сенатором США від штату Іллінойс з січня 2009 по листопад 2010.